# 福島雄次郎
福島 雄次郎（ふくしま ゆうじろう、1932年3月21日 - 2005年1月21日）は、日本の作曲家。熊本県八代市出身。

## 人物
終戦後に結核に侵され、23歳まで療養生活を送る。この間、東京音楽学校（現・東京藝術大学）の通信教育で作曲を学び始める。回復後、東京に出るまでは保険の勧誘員やミシンのセールスマン、五木の山に行って飯場の仕事などをしていた。
東洋音楽短期大学（現・東京音楽大学）卒業。作曲を箕作秋吉、指揮法をアルベルト・レオーネに師事。1962年、「ヴァイオリンとオーケストラのためのラプソディー」で第2回TBS賞（日本を素材とする管弦楽曲募集）入賞。1963年、「オーケストラのための＜三連画＞」で第32回日本音楽コンクール第3位入賞。1991年、第24回MBC（南日本放送）賞受賞。作曲グループ新萌会、作曲5人会、日本現代音楽協会、九州作曲家協会等に所属し、多数の作品を発表。特に「南島歌遊び」をはじめとする奄美群島の民謡を題材にした合唱作品は、全国各地の合唱団体のレパートリーとして定着しているほか、コンクール自由曲としても盛んに取り上げられている。九州作曲家協会副会長、鹿児島短期大学音楽科（現・鹿児島国際大学国際文化学部音楽学科）名誉教授、全日本合唱コンクール、南日本音楽コンクールなどの審査員を歴任。弟子に喜納政一郎、鈴木聡、新倉健、千原卓也らがいる。

## 音楽
「音楽は民衆のものであり、その源は民謡やわらべうたの中にある」として、日本土着の音素材を用いた作曲家としての評価が今日では固まっているが、そうした作品群のほとんどは1977年に鹿児島に赴任してから作られたもので、東京時代は十二音技法をはじめ新しい手法の作品を試みていた。たとえば1970年から71年にかけて作曲した「きけわだつみのこえ」では「私が「南島」で追求しているような、日本的なイメージはまったくありません」と自ら語っていた。
しかしながら、「（新しい手法で）書くんですが、どうしても自分のものと違うんです。あるいはヨーロッパの書法で書いても、自分のものではない。いったい自分って何なのだろうということで、すごく悩みながら、一方で日本人であることから逃れられないのではないかと思いながら追求していました」として当時の風潮と自らの音楽性との齟齬に苦しんでいた。1960年に新萌会（箕作門下生の作曲グループ）での発表会で作曲したオーケストラ作品が酷評に終わり、一方で別の歌曲の発表会では好評を得たことをきっかけに、「自分自身を表現するためには、日本の音から逃れられないのではないか。自分の音楽の原点は日本語で、それをもっと追求していくと、自分はいなかの人間で、いなかでしゃべっていた方言で、方言のイントネーションで、自分の新しい音楽が作れるのではないか」と考えを改め、民謡を採譜してそれを元にした歌曲の作曲を始める。バルトークやコダーイなどを参考に、「いつの時代でも、その時代その時代の音楽は、農民の音楽から作りあげられていっています。だから自分も農民とか漁民の音楽から現代に即応した音楽を作らなければならないんじゃないかと」考えるに至る。
採集した民謡を本にもまとめたが、結局東京時代は「どんなにたくさん民謡をとってきて、何回聴いても、どこか深く入りきれない」「もう一つ共鳴しきれない」ままであった。鹿児島に赴任後、鹿児島県の高等学校音楽研究会の講師を務めたことが縁となり合唱指揮者住吉三滋と出会う。福島と住吉は日本の音楽教育について意見を交わすうちに意気投合し、共に南島の民謡採取の取材に出かけ、また合唱界の事情に精通した住吉は福島の歌曲作品を合唱に編曲するよう強く要請する。合唱に疎かった福島はこれを機に合唱曲の作曲に重心を移すこととなり、また住吉は「南島歌遊び」をはじめとする福島作品で昭和末期の合唱コンクールを席巻する。

## 代表作品
- 混声合唱組曲『きけわだつみのこえ』
- 女声合唱とピアノのための『美しき南の島の歌』
- 女声合唱組曲『子供の詩によるインプレシオーネ』
- 女声合唱と邦楽器による『日本民謡めぐり』
- 混声合唱とピアノのための『球磨川』
- 無伴奏女声合唱のための『南島歌遊び』
- 児童合唱と邦楽器のための『鹿児島のわらべうた』
- 女声合唱とピアノのための『月曜日の詩集』
- 混声合唱組曲『西風の見たもの』
- 無伴奏女声合唱のための『道之島唄』
- 女声(童声)合唱組曲『ニライカナイの彼方から』
- 『奄美民謡の主題による変奏曲』
- 『弦と邦楽器群のための小協奏曲』
- 尺八、箏、十七絃のための『四重奏曲』
- 管弦楽のための『ヤポネシア組曲』
- 『オーケストラのための三連画』